# 長谷川愛 (アーティスト)
長谷川 愛（はせがわ あい）は、日本のアーティスト、デザイナー。慶應義塾大学理工学部 機械工学科 准教授。専門はスペキュラティブデザイン。

## 略歴
- 1998年～2000年 - 岐阜県立国際情報科学芸術科学アカデミー（IAMAS）にて、メディアアートとアニメーションを勉強。情報専門士取得卒業[2]。
- 2000年～2001年 - 岐阜県立国際情報科学芸術アカデミー 特別研究員。

- 2005年～2010年 - ロンドンの建築系デザイン会社Haque Design + Research(HDR)にてハック デザイン アンド リサーチにて副社長兼デザイナーを務める[3]。
- 2012年 - 英国王立芸術大学院大学のデザイン・インタラクションズ（Design Interactions）にてMA取得。クリティカル・デザインやスペキュラティブ・デザインを提唱するアンソニー・ダンとフィオナ・レイビーに師事[4]。

- 2014年～2016年 - マサチューセッツ工科大学メディアラボ デザイン・フィクション・グループ（Design Fiction Group）にて大学院生兼研究員。

- 2017年～2020年 - 東京大学大学院 情報理工学系研究科 電子情報学専攻 川原研究室 特任研究員。
- 2020年～2021年 - 自治医科大学医学部総合研究部門 特任研究員。
- 2020年～2022年 - 京都工芸繊維大学デザイン主導未来工学センター KYOTO Design Lab 特任研究員。
- 2020年～2022年 - 京都工芸繊維大学デザイン主導未来工学センター KYOTO Design Lab 特任教授。
- 2022年～2023年 - 愛知県立芸術大学美術学部デザイン・工芸科 メディア映像専攻 特任教授。
- 2023年～現在 - 慶應義塾大学理工学部機械工学科 総合デザイン工学専攻 マルチディシプリナリ・デザイン科学専修 准教授[1]。

## 人物
静岡県掛川市出身。「Expand the Future（未来を拡張する）」というコンセプトのもと、アートやデザインを用いて日常の当たり前に問題提起を行う。その手法はスペキュラティブ・デザインと呼ばれ、未来の起こりうる姿を提示することで、社会に重要な問いを投げかける。科学技術の発展に伴う倫理的課題など、作品が扱う社会的テーマは広範に渡るが、近年はバイオテクノロジーの進歩がもたらす未来の生殖や家族のあり方について問う作品を多く発表している。
新たな気づきや視点を与えてくれるという理由からSFや漫画、アニメが好き。
気になっているテーマは、進化、本能（特に性欲と食欲）、少子高齢化、差別や偏見、民主主義、遺伝子編集技術。
今後は、デザイナーベイビーや遺伝子治療にまつわる作品を進めていきたいと考えている。DIYバイオの授業で学んだことを活かした作品作りも念頭に置いている。
アーティストSputniko!（スプツニコ、スプツニ子！）は、ロイヤル・カレッジ・オブ・アート（Royal College of Art, RCA）時代の先輩で、マサチューセッツ工科大学メディアラボ（MIT Media Lab）でも親交が深い。

## 作品
- 『Revolutionary 20XX!』（2019）
- 『ALT-BIAS GUN』（2018）
- 『HUMAN X SHARK』（2017）
- 『The Extreme Environment Love Hotel, Carboniferous Room』（2016）
- 『Virgin Birth Simulator』（2015）
- 『POP ROACH』（2015）
- 『(Im)possible Baby, Case 01: Asako & Moriga』（2015）
- 『VIRGIN BIRTH SIMULATOR』（2015）
- 『The Extreme Environment Love Hotel, Jupiter Room』（2012）
- 『I Wanna Deliver a Dolphin』（2011-2013）
- 『DIE AS A HERO CLUB』（2011）
- 『I Wanna Deliver a Shark...』（2011）
- 『Shared Baby』（2011）

## 展示歴
2020年
- トラNsれーショNs展：「わかりあえなさ」をわかりあおう / 21_21 DESIGN SIGHT、東京（日本）

- THE CAMILLE DIARIES. New Artistic Positions on M / Otherhood, Life and Care Art Laboratory / Art Laboratory Berlin､ ベルリン（ドイツ）
- 人造單位：ARTIFICIAL UNIT / TheCube Project Space、台北（台湾）
- 第2回 未来の学校祭：脱皮 / Dappi展—既成概念からの脱出— / 東京ミッドタウン、東京（日本）
- 富士山展3.0「冨獄二〇二〇景」 / T-ART HALL、東京（日本）

2019年
- State of Extremes / Design Museum Holon、ホロン（イスラエル）
- 未来と芸術展：AI、ロボット、都市、生命――人は明日どう生きるのか / 森美術館、東京（日本）
- 40 Years of Humanizing Technology：Art, Technology and Society / Sea World Culture and Arts Center、深圳（中国）

- Human Limitations – Limited Humanity / Post City、リンツ（オーストリア）
- Broken Nature: Design Takes on Human Survival / ミラノ（イタリア）
- 未来の学校祭 -SCHOOL OF THE FUTURE FESTIVAL- : TOKYO MIDTOWN×ARS ELECTRONICA / 東京ミッドタウン、東京（日本）

2018年
- Mind Temple / MoCA 上海当代艺术馆、上海（中国）
- THIS MESS WE’RE IN / Old Customs House、パース（オーストラリア）
- Pink Operator / NTHU Art Center、台北（台湾）
- Internet of (No)Things: Ubiquitous Networking and Artistic Intervention / Jogja National Museum、ジョグジャカルタ（インドネシア）
- My Monster: the human animal hybrid / RMIT Gallery、メルボルン（オーストラリア）
- Łódź Design Festival 2018：Nothing but flowers / Art_Inkubator、（ポーランド）
- 青森トリエンナーレ2017: Print / 青森（日本）
- 文化庁メディア芸術祭愛知展 / 愛知（日本）

2017年
- 後設與思辨 - 生物藝術主題策展 / Digital Art Center、台北（台湾）
- かけがわ茶エンナーレ2017 / 大日本報徳社、静岡（日本）
- LINK OF LIFE 2017 まわれ右脳！展 / 銀座資生堂ギャラリー、東京（日本）
- Atypical Human｜Interdisciplinary Art Exhibition / 伊日藝術台北空間、台北（台湾）
- Fourth Industrial Revolution Bio Lab of the Summer Davos 2017 / 大連（中国）
- Ai Hasegawa Second Annunciation / ART & SCIENCE gallery lab AXIOM、東京（日本）

2016年 
- The Ars Electronica Festival 2016: Radical Atoms and the Alchemists of our Time / PostCity、リンツ（オーストリア）

- 文化庁メディア芸術祭札幌展 / 北海道（日本）
- 文化庁メディア芸術祭広島展 / 広島（日本）
- ECO EXPANDED CITY / WRO Art Center、ヴロツワフ（ポーランド）
- 六本木クロッシング2016展：僕の身体、あなたの声 / 森美術館、東京（日本）
- 第19回文化庁メディア芸術祭 / 国立美術館、東京（日本）
- THE LONG-LASTING INTIMACY OF STRANGERS」The Luckman Gallery、ロサンゼルス（米国）

2015年以前 
- Annunciation / Kapelica Gallery、リュブリャナ（スロベニア）、2015年

- Domestic Future / Nationalmuseum Design in Kulturhuset Stadsteatern、ストックホルム（スウェーデン）、2015年
- Imaginary Body Boundary / Digital Art Center、台北（台湾）、2015年

- Grow your Own… / Science Gallery、ダブリン（アイルランド）、2014年

- The Incubator (Taiwan Bio Art) / Freedom Men Art Apartments、台中（台湾）、2013年

- Milano Salone: Invisible Design / Via Ventura 4、ミラノ（イタリア）、2013年
- The Evaporation of Things symposium / エジンバラ大学 Inspace、エジンバラ（英国）、2013年

- Sustain show 2012 / Royal College of Art、ロンドン（英国）、2012年

- Milano Salone: Paradise / Via Ventura 4、ミラノ（イタリア）、2012年

- Reconfigurable House 2.0 / Art Museum Z33、ハッセルト（ベルギー）、2008年

- Remote / Huret & Spector Gallery, Emerson College & Ars Virtua、ボストン（米国）、2007年

- Illuminating York 2017: Evoke / ヨーク大聖堂、ヨーク（英国）、2007年

- WRO 03 International Electronic Art Competition / WRO Art Center、ヴロツワフ（ポーランド）、2003年

## 関連書籍
- 『20XX年の革命家になるには──スペキュラティヴ・デザインの授業』 – 2020/1/27　長谷川愛  (著), 塚田有那 (編集)
- 『バイオアート―バイオテクノロジーは未来を救うのか。』 – 2016/5/24　ウィリアム・マイヤー (著), 久保田 晃弘 (監修), 長谷川 愛 (その他), 岩井木綿子 (翻訳), 上原昌子 (翻訳)
- 『スペキュラティヴ・デザイン 問題解決から、問題提起へ。—未来を思索するためにデザインができること』 – 2015/11/25　アンソニー・ダン (著), フィオーナ・レイビー (著), 久保田 晃弘 (監修), 千葉 敏生 (翻訳)
- Meta-Life: Biotechnologies, Synthetic Biology, ALife and the Arts - 2014/7/2　Annick Bureaud (編集), Roger F. Malina (編集), Louise Whiteley (編集)

## メディア掲載

### 雑誌
- 2016年 Numero Tokyo
- 2016年 Pen
- 2016年 WIRED VOL.20:Singularity＋Future City Issue p253「ライフスタイルを変えるバイオロジー」
- 2015年 ART PLUS 9月号（台湾）
- 2013年 AXIS
- 2012年 Vice magazine
- 2012年 INTRAMUROS
- 2012年 Magazine Io donna, Corriere della Sera「Quando il design pensa per due」（イタリア）

### テレビ/ラジオ
- 2016年 ホウドウキョク「アートから見る同性婚の未来」（4月3日放送）
- 2015年 NHK Eテレ ハートネットTV〈ブレイクスルー〉「File.39 会えるはずなかった私の子どもへ 」
- 2015年 NHK総合テレビ NEXT 未来のために「会えるはずなかった私の子どもへ」
- 2012年 ResonanceFM

### オンライン記事
- 2012年 We Make Money Not Art「The Extreme Environment Love Hotel
- 2012年 National Geographic, scienceblogs.com「I wanna deliver a shark…」

## 活動
- 2016年 University of the Arts London, London College of Communication, summer course
- 2016年 森美術館 トークセッション「未来の家族ー科学と生命の可能性ー」（東京）
- 2016年 多摩美術大学 情報デザイン学科メディア芸術コース ゲスト講師（東京）
- 2015年 ハーバード大学デザイン大学院（GSD）States of Design ゲスト講師（ボストン）
- 2015年 マサチューセッツ工科大学（MIT）メディアラボ デザイン・フィクション・グループ ティーチングアシスタント（ボストン）
- 2014年 日本大学藝術学部 コミュニケーションデザイン史 ゲスト講師（東京）
- 2014年 神戸芸術工科大学 インタラクションデザイン・ワークショップ「Marry Me! 2050」（兵庫）
- 2013年 多摩美術大学 情報デザイン学科メディア芸術コース ゲスト講師（東京）
- 2012年 神戸芸術工科大学 インタラクションデザイン・ワークショップ「Body Futures」（兵庫）

## 主な受賞歴
- 2016年 Core77 Design Awards 2016 Speculative Concept Award スチューデント部門 最優秀賞
- 2015年 第19回 文化庁メディア芸術祭 アート部門 優秀賞
- 2014年 Core77 Design Awards 2014 Speculative プロフェッショナル部門 準優勝
- 2012年 SustainRCA Show 2012 Moving Minds賞
- 2001年 NHKデジタルスタジアム グラフィックアート部門賞

## 公式サイト
- 公式HP：Ai Hasegawa
- Twitter：aihasegawa/長谷川愛 (@Ai__Hasegawa)

### その他
- note 「#長谷川愛」の新着タグ記事一覧

## 脚
1. 1 2  “研究者詳細 - 長谷川　愛”. k-ris.keio.ac.jp. 2024年5月25日閲覧。
2. ↑  “Ai Hasegawa - CV” (英語). aihasegawa.info. 2024年5月25日閲覧。
3. ↑  “長谷川愛 プロフィール｜六本木未来会議 -デザインとアートと人をつなぐ街に-”. 六本木未来会議 -デザインとアートと人をつなぐ街に-. 2024年5月25日閲覧。
4. ↑  Kawanabe, Asuka (2021年5月3日). “「解決不可能な現実」ではなく「オルタナティヴな未来」のための“想像力”を：アーティスト・長谷川愛との対話”. WIRED.jp. 2024年5月25日閲覧。
5. ↑  “かけがわ茶エンナーレ”. かけがわ茶エンナーレ. 2024年5月25日閲覧。
6. 1 2 3  “日経ビジネススクール講師 長谷川 愛（はせがわ あい）：ビジネス講座は 日経ビジネススクール”. 日経ビジネススクール Nikkei Business School. 2024年5月25日閲覧。
7. ↑  “長谷川 愛”. SHIFT. 2024年5月25日閲覧。
8. ↑  “ブレイクスルー | 【出演者インタビュー】スプツニ子！さん「生命科学の進歩で、今まで人間が触れられなかった自然のルールが、一気に目の前に開かれた」”. ハートネットTVブログ. 2024年5月25日閲覧。